# Héctor Menéndez
Pour les articles homonymes, voir Menéndez.
Héctor Menéndez, né le 1er juin 2005 à Siguatepeque, est un coureur cycliste hondurien.

## Biographie
En 2022, Héctor Menéndez se fait remarquer à l'étranger en remportant la version junior du Tour du Guatemala,. Il gagne également cette épreuve en 2023. La même année, il devient double champion du Honduras dans sa catégorie. Il représente par ailleurs son pays natal aux championnats panaméricains juniors, où il se classe quatrième du contre-la-montre et huitième de la course en ligne. 
Lors de la saison 2024, il obtient plusieurs victoires sur des compétitions honduriennes. Il s'impose en outre sur une étape de la Vuelta de la Juventud Guatemala, disputée par des coureurs espoirs (moins de 23 ans). Dans cette même catégorie, il est sacré double champion national. Il termine aussi septième et meilleur coureur de son pays sur le Tour du Honduras, face à une concurrence plus relevée. 
En 2025, il devient champion du Honduras parmi les séniors et vice-champion d'Amérique centrale chez les espoirs, dans la discipline du contre-la-montre.

## Palmarès et résultats

### Par année
- 2021
  - 2e du championnat du Honduras sur route juniors
  - 3e du championnat du Honduras du contre-la-montre juniors
- 2022
  - Vuelta a Guatemala del Porvenir
  - 2e du championnat du Honduras du contre-la-montre juniors
- 2023
  -  Champion du Honduras sur route juniors
  -  Champion du Honduras du contre-la-montre juniors
  - Vuelta Talanga
  - Vuelta al Lago de Yojoa :
    - Classement général
    - 2e étape

  - Vuelta a Guatemala del Porvenir
- 2024
  -  Champion du Honduras sur route espoirs
  -  Champion du Honduras du contre-la-montre espoirs
  - Vuelta al Lago de Yojoa
  - Vuelta a Siguatepeque :
    - Classement général
    - 1re et 2e étapes

  - 4e étape de la Vuelta de la Juventud de Guatemala
- 2025
  -  Champion du Honduras du contre-la-montre
  -  Médaillé d'argent du championnat d'Amérique centrale du contre-la-montre espoirs
  - 2e du championnat du Honduras sur route

### Classements mondiaux
| Année            | 2024 |
| ---------------- | ---- |
| UCI America Tour | 303e |